# Ahtala
Akhtala este un oraș din Provincia Lori, Armenia.